# 松屋町
松屋町（まつやまち）は、大阪市中央区の町名。丁番を持たない単独町名である。
「まっちゃまち」の愛称で知られる。

## 地理
大阪市中央区南東部、末吉橋東側に位置し、北で松屋町住吉、北東で安堂寺町、東で谷町、南で瓦屋町、西で島之内・南船場と隣接する。大規模なマンションの建設が増えた町である。

### 河川
- 東横堀川

### 松屋町問屋街
中央区の農人橋交差点南側からOsaka Metro松屋町駅周辺にかけて、松屋町筋沿いに人形・駄菓子・花火などの卸問屋街が存在する。

## 歴史
末吉橋の東詰、東横堀川 - 松屋町筋間に江戸時代から見える町名だが、のちに松屋町表丁に改称され、松屋町筋 - 骨屋町筋間が松屋町裏丁となった。1872年（明治5年）に両町と松屋町表丁の北隣の丹波屋町を合わせて松屋町となった。
安堂寺橋通を挟んで松屋町の北に接する松屋町住吉は、上記同様に江戸時代の住吉屋町と具足屋町を合わせた住吉町が1989年（平成元年）に改称したものである。なお、住吉町はもと東区、松屋町はもと南区であった。
松屋町一帯は江戸時代から菓子問屋の集中する町だったが、人形、玩具、紙、文房具などの問屋は明治以降に移転してきたもので、とりわけ御堂筋拡幅の際の移転が多い。

## 世帯数と人口
2019年（平成31年）3月31日現在の世帯数と人口は以下の通りである。
| 町丁   | 世帯数    | 人口    |
| ------ | --------- | ------- |
| 松屋町 | 1,507世帯 | 2,244人 |

### 人口の変遷
国勢調査による人口の推移。
| 1995年（平成7年）  | 429人   | [ 5 ] |  |
| 2000年（平成12年） | 508人   | [ 6 ] |  |
| 2005年（平成17年） | 967人   | [ 7 ] |  |
| 2010年（平成22年） | 1,260人 | [ 8 ] |  |
| 2015年（平成27年） | 1,810人 | [ 9 ] |  |

### 世帯数の変遷
国勢調査による世帯数の推移。
| 1995年（平成7年）  | 229世帯   | [ 5 ] |  |
| 2000年（平成12年） | 317世帯   | [ 6 ] |  |
| 2005年（平成17年） | 633世帯   | [ 7 ] |  |
| 2010年（平成22年） | 815世帯   | [ 8 ] |  |
| 2015年（平成27年） | 1,227世帯 | [ 9 ] |  |

## 事業所
2016年（平成28年）現在の経済センサス調査による事業所数と従業員数は以下の通りである。
| 町丁   | 事業所数 | 従業員数 |
| ------ | -------- | -------- |
| 松屋町 | 74事業所 | 497人    |

## 施設
- 空堀商店街
- 上町台地

## 交通

### 鉄道

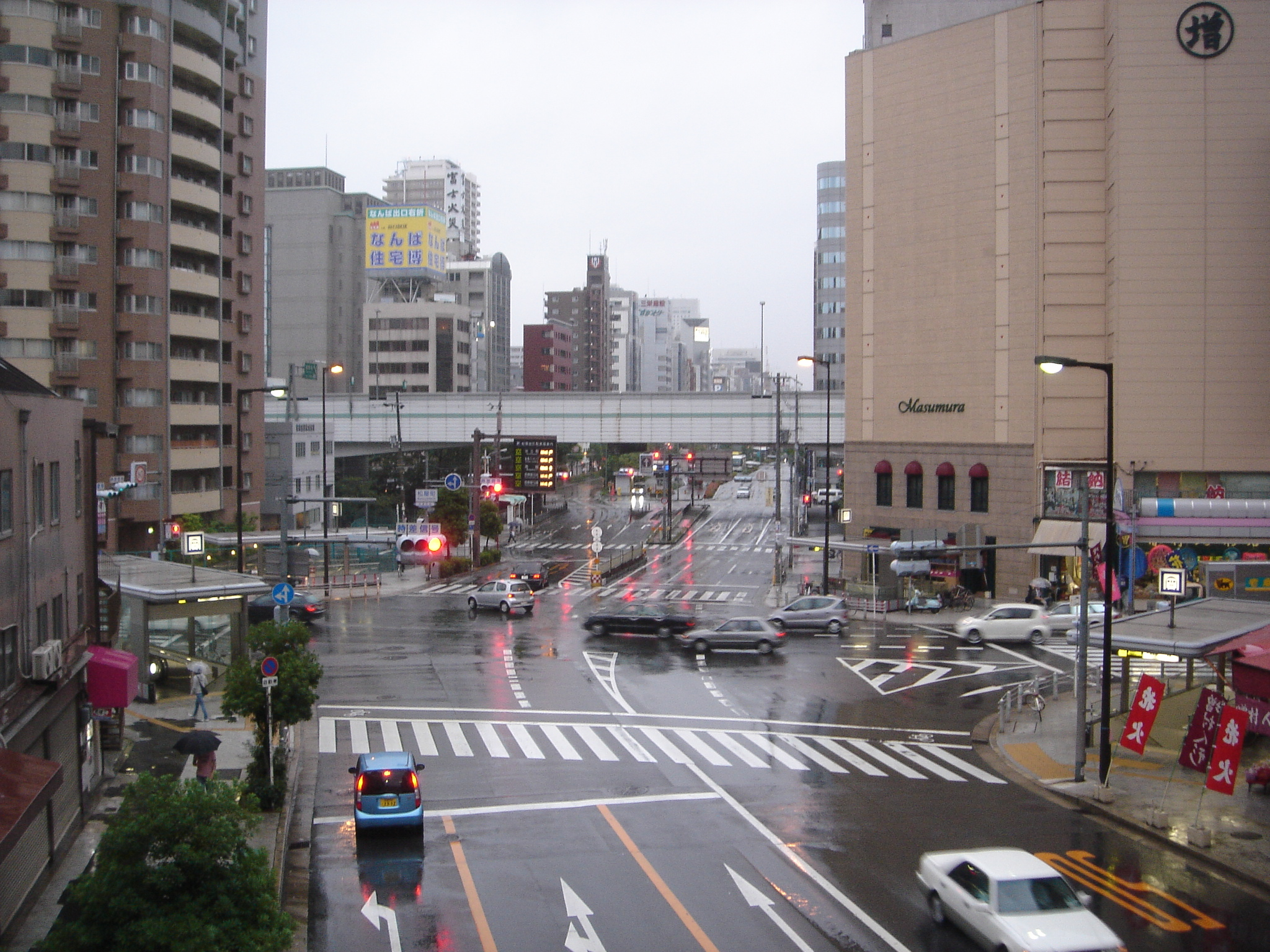
松屋町交差点（東側から）

- Osaka Metro長堀鶴見緑地線 松屋町駅

### 道路
国道
- 国道308号（長堀通）
  - 末吉橋

主要地方道
- 大阪市道天神橋天王寺線（松屋町筋）

### 路線バス
- 大阪シティバス 85号系統
  - 松屋町

## その他

### 日本郵便
- 〒542-0067[3]（集配局：大阪南郵便局[11]）